# Borka Pavićević
Borka Pavićević  (srp.: Борка Павићевић; Kotor,  5. svibnja 1947. – Beograd, 30. lipnja 2019.), srbijanska aktivistica za ljudska prava, kolumnistica, dramaturginja, osnivačica i izvršna direktorica Centra za kulturnu dekontaminaciju (CZKD) u Beogradu.

## Životopis
Rođena je 1947. godine u Kotoru. Kao dijete preselila se u Beograd, gdje je nakon završene osnovne škole upisala Desetu beogradsku gimnaziju, a potom Akademiju za kazalište, film, radio i televiziju. Diplomirala je 1971. godine, a na istoj akademiji završila je i magistarske studije, 1976. godine.
Bila je podržavalac liberalizma i pacifizma, osnivačica teatra Nove senzibilnosti u staroj beogradskoj pivari, 1981. godine. Od 1984. do 1991. godine učestvovala je u umjetničkom pokretu "KPGT"-a. Početkom devedesetih godina bila je umjetnički direktor Beogradskog dramskog kazališta, koje je napustila zbog političkih nesuglasica. Pavićevićeva je bila i dramaturginja Ateljea 212, BITEF-a, dok od 1995. godine vodi Centar za kulturnu dekontaminaciju, a suosnivač je nevladine organizacije Beogradski krug.
Pavićevićeva se bavila i publicistikom. Pisala je za Susret, Književne novine i NIN. Imala je kolumnu u listu Danas.
Centar za kulturnu dekontaminaciju, koji je osnovala Pavićevićeva, posvećen je stvaranju katarze, gdje je organizirano više od 5.000 događaja, izložbi, prosvjeda i predavanja. Bila je jedna od potpisnika deklaracije Pokreta građanskog otpora u 2012. godini i koautor knjige Beograd, moj Beograd. Potpisnica je i Deklaracije o zajedničkom jeziku, u kojoj se tvrdi da se u Hrvatskoj, Bosni i Hercegovini, Srbiji i Crnoj Gori govore nacionalne standardne varijante zajedničkog policentričnog standardnog jezika, i o kojoj je govorila na predstavljanju Deklaracije 2017. godine.
Preminula je u 72. godini, 30. lipnja 2019. godine u Beogradu.

## Djela
- Na ex: postdejtonska moda 1997/98. (Beograd, 1999)
- Glava u torbi (Beograd, 2017)

## Nagrade
- Nagrada Oto Rene Kastiljo za političko kazalište, New York (2000.)
- Nacionalni orden Legije časti od Vlade Republike Francuske (2001.)
- Nagrada Hirošima fondacije za mir i kulturu (2004.)
- Nagrada Osvajanje slobode Zaklade Maja Maršićević Tesić, za djela koja potvrđuju principe ljudskih prava, vladavine prava, demokracije i tolerancije (2005.)
- Nagrada Routes, Amsterdam (2009./2010.)

## Vanjske poveznice
- Borka Pavićević
- Borka Pavićević